# Campeonato Sergipano de Futebol - Série A2
O Campeonato Sergipano de Futebol da Série A2, chamado também simplesmente de Segundona, é a competição profissional desse esporte no estado de Sergipe. Equivale à segunda divisão, sendo disputada entre doze equipes e durando de agosto ao começo de outubro. A rivalidade entre equipes vem dando prestígio à competição (Cotinguiba, Propriá, Maruinense e Dorense) está marcada na história desta competição. A Série A2, é  organizado pela Federação Sergipana de Futebol. O primeiro clube a vencê-la foi o Propriá, em 1964. O atual campeão é o Carmópolis em 2023, chegando ao seu 1º título na competição.
Depois de a competição tomar a maior proporção da sua história em 2011, a segunda divisão estadual promete ser ainda mais disputada em 2017. Isso porque contará com a participação de grandes clubes com passagens da elite estadual, dentre os quais destacam-se o Cotinguiba, América de Propriá e o Maruinense. Por meio de planejamento antecipado, eles prometem vir com a proposta para ganhar o acesso ao Sergipão de 2018. A briga promete ser acirrada também com as demostrações de um bom futebol nos últimos tempos do  Sete de Junho e do Dorense.

## Previsões do Campeonato
Depois de a competição tomar as maiores proporções da sua história desde 2014 e de ter mostrado uma grande competitividade de 2015 a 2018, a segunda divisão estadual de 2019 pretendeu ser bem equilibrada, porque apenas um clube conquistaria o acesso. 
Com as novas medidas tomada pela Federação Sergipana de Futebol de profissionalizar cada vez mais o futebol de Sergipe, muitos clubes tradicionais do estado correm atrás a se adequar as exigências e participar do certame..

## Cronologia dos organizadores
O Campeonato Sergipano de Futebol da Série A2 só teve uma entidade responsável por sua organização. A lista da entidade que organiza em ordem cronológica segue abaixo:
- Federação Sergipana de Desportos, acrônimo FSD (1964)
- Federação Sergipana de Futebol, acrônimo FSF (1983-atualmente)

## Lista dos campeões
| Edição    | Ano           | Campeão                  | Final                  | Vice-campeão       | Terceiro colocado    | Quarto colocado      | Part.         |
| --------- | ------------- | ------------------------ | ---------------------- | ------------------ | -------------------- | -------------------- | ------------- |
| 1ª        | 1964 Detalhes | Propriá (1)              |                        | Desconhecido       | Desconhecido         | Desconhecido         | —             |
| 1965—1980 | 1965—1980     | Não disputado            | Não disputado          | Não disputado      | Não disputado        | Não disputado        | Não disputado |
| 2ª        | 1981 Detalhes | Lagarto EC (1)           |                        | Desconhecido       | Desconhecido         | Desconhecido         | —             |
| 3ª        | 1982 Detalhes | SC Santa Cruz (1)        |                        | Desconhecido       | Desconhecido         | Desconhecido         | —             |
| 4ª        | 1983 Detalhes | Propriá (2)              |                        | Desconhecido       | Desconhecido         | Desconhecido         | —             |
| 5ª        | 1984 Detalhes | Maruinense (1)           | 0 – 0 2 – 1            | Olímpico FC        | América de Propriá   | Cotinguiba           | 4             |
| 6ª        | 1985 Detalhes | Olímpico FC (1)          | 2 – 1                  | América de Propriá | Cotinguiba           | Propriá              | 4             |
| 7ª        | 1986 Detalhes | Lagarto EC (2)           |                        | Desconhecido       | Desconhecido         | Desconhecido         | —             |
| 8ª        | 1987 Detalhes | Olímpico FC (2)          |                        | Desconhecido       | Desconhecido         | Desconhecido         | —             |
| 9ª        | 1988 Detalhes | Guarany (1)              |                        | Desconhecido       | Desconhecido         | Desconhecido         | —             |
| 10ª       | 1989 Detalhes | Amadense (1)             |                        | Guarany            | Desconhecido         | Desconhecido         | —             |
| 11ª       | 1990 Detalhes | Olímpico EC (1)          |                        | União Desportiva   | Desconhecido         | Desconhecido         | —             |
| 12ª       | 1991 Detalhes | SE São Cristóvão[A] (1)  |                        | Gararu             | Desconhecido         | Desconhecido         | —             |
| 13ª       | 1992 Detalhes | Vasco EC (1)             | Pontos Corridos        | Dorense            | Riachuelo            | Olímpico EC          | 6             |
| 14ª       | 1993 Detalhes | Cotinguiba (1)           |                        | América de Propriá | Desconhecido         | Desconhecido         | —             |
| 15ª       | 1994 Detalhes | Olímpico EC (2)          |                        | Guarany            | Desconhecido         | Desconhecido         | —             |
| 16ª       | 1995 Detalhes | Propriá (3)              | Pontos Corridos        | Olímpico FC        | Lagartense           | Dorense              | 5             |
| 1996      | 1996          | Não disputado            | Não disputado          | Não disputado      | Não disputado        | Não disputado        | Não disputado |
| 17ª       | 1997 Detalhes | Estanciano (1)           | 2 – 1 1 – 0            | Gararu             | Lagartense           | Cotinguiba           | 7             |
| 18ª       | 1998 Detalhes | Coritiba (1)             |                        | Propriá            | Desconhecido         | Desconhecido         | —             |
| 19ª       | 1999 Detalhes | Gararu (1)               |                        | Desconhecido       | Desconhecido         | Desconhecido         | —             |
| 20ª       | 2000 Detalhes | Itabaiana (1)            |                        | Desconhecido       | Desconhecido         | Desconhecido         | —             |
| 21ª       | 2001 Detalhes | Guarany (2)              | 2 – 0                  | Olímpico EC        | América de Propriá   | Cotinguiba           | 8             |
| 22ª       | 2002 Detalhes | Riachuelo (1)            | Pontos Corridos        | Lagartense         | Estanciano           | Maruinense           | 6             |
| 23ª       | 2003 Detalhes | Maruinense (2)           | 0 – 0 pên. 2 – 0       | Propriá            | Estanciano           | SE São Cristóvão     | 6             |
| 24ª       | 2004 Detalhes | Boca Júnior (1)          | 2 – 0 0 – 2 pên. 3 – 1 | América de Propriá | Propriá              | Olímpico FC          | 8             |
| 25ª       | 2005 Detalhes | Pirambu[B] (3)           | 3 – 0 1 – 1            | Amadense           | Propriá              | Cotinguiba           | 10            |
| 26ª       | 2006 Detalhes | América de Propriá (1)   | 2 – 0 1 – 2            | São Cristóvão FC   | Dorense              | São Domingos         | 8             |
| 27ª       | 2007 Detalhes | Boca Júnior (2)          | 1 – 0 1 – 2 pên. 5 – 3 | São Domingos       | Canindé              | River Plate          | 10            |
| 28ª       | 2008 Detalhes | Sete de Junho (1)        | 1 – 1 1 – 0            | Canindé            | Dorense              | Atlético Gloriense   | 9             |
| 29ª       | 2009 Detalhes | River Plate (1)          | 0 – 1 1 – 0            | Riachuelo          | Lagarto FC           | Laranjeiras          | 12            |
| 30ª       | 2010 Detalhes | Socorrense (1)           | Quadrangular final     | Estanciano         | Dorense              | Boquinhense          | 10            |
| 31ª       | 2011 Detalhes | Sete de Junho (2)        | Quadrangular final     | Lagarto FC         | Neópolis             | Laranjeiras          | 13            |
| 32ª       | 2012 Detalhes | América de Propriá (2)   | 2 – 1 1 – 1            | Estanciano         | Boca Júnior[C]       | Dorense              | 12            |
| 33ª       | 2013 Detalhes | Coritiba (2)             | 2 – 2 3 – 2            | Amadense           | Canindé              | Maruinense           | 4             |
| 34ª       | 2014 Detalhes | Boca Júnior (3)          | Pontos Corridos        | Boquinhense[D]     | Dorense              | Independente         | 6             |
| 35ª       | 2015 Detalhes | Dorense (1)              | 0 – 1 1 – 0 pen. 4 – 2 | Guarany            | Olímpico EC          | Sete de Junho        | 12            |
| 36ª       | 2016 Detalhes | Freipaulistano (1)       | 0 – 0                  | Botafogo           | América de Propriá   | Propriá              | 12            |
| 37ª       | 2017 Detalhes | Socorrense (2)           | 0 – 0 1 – 1 pen. 4 – 3 | Olímpico EC        | Guarany              | América de Propriá   | 14            |
| 38ª       | 2018 Detalhes | Guarany (3)              | 1 – 1 2 – 1            | Estanciano         | Maruinense           | Sete de Junho        | 17            |
| 39ª       | 2019 Detalhes | América de Pedrinhas (1) | 2 – 0                  | Maruinense         | Atlético Gloriense   | Socorro              | 18            |
| 40ª       | 2020 Detalhes | Maruinense (3)           | 2 – 1                  | Atlético Gloriense | Olímpico EC          | Rosário Central      | 18            |
| 41ª       | 2021 Detalhes | Falcon (1)               | 2 – 0                  | América de Propriá | Barra                | Guarany              | 21            |
| 42ª       | 2022 Detalhes | Dorense (2)              | 2 – 2 1 – 0            | Estanciano         | Rosário Central      | Guarany              | 20            |
| 43ª       | 2023 Detalhes | Carmópólis (1)           | 1 – 2 1 – 0 pen. 5 – 3 | Olímpico EC        | Canindé              | América de Pedrinhas | 19            |
| 44ª       | 2024 Detalhes | Guarany (4)              | 2 – 2 2 – 1            | Barra              | América de Pedrinhas | Rosário Central      | 25            |

- nota A. [A] A Sociedade Esportiva São Cristóvão de Carmópolis no ano de 2007 mudou seu nome para Sociedade Esportiva River Plate.
- nota B. [B] O Olímpico Futebol Clube de Aracaju no ano de 2005 mudou de sede, indo para a cidade de Pirambu e mudando seu nome para Olímpico Pirambu Futebol Clube.
- nota C. [C] O Boca Júnior no ano de 2011 mudou de sede, saindo da cidade de Cristinápolis para a cidade de Estância
- nota D. [D] Após o julgamento do caso do jogador David Bolinho, que atuou de forma irregular em duas rodadas, a segunda vaga para o Sergipão 2015 ficou com o Boquinhense.

## Títulos

### Por equipe
| Clube                | Títulos                     | Vices                      | 3º lugar                   | 4º lugar                   |
| -------------------- | --------------------------- | -------------------------- | -------------------------- | -------------------------- |
| Guarany-SE           | 4 (1988, 2001, 2018, 2024)  | 3 (1989, 1994, 2015)       | 1 (2017)                   | 2 (2021, 2022)             |
| Propriá              | 3 (1964, 1983, 1995)        | 2 (1998, 2003)             | 3 (1994, 2004, 2005)       | 2 (1985, 2016)             |
| Maruinense           | 3 (1984, 2003, 2020)        | 1 (2019)                   | 1 (2018)                   | 2 (2002, 2013)             |
| Pirambu[ii]          | 3 (1985 [i], 1987[i], 2005) | 2 (1984, 1995)             | 0                          | 1 (2004)                   |
| Boca Júnior          | 3 (2004, 2007, 2014)        | 0                          | 1 (2012)                   | 0                          |
| América de Propriá   | 2 (2006, 2012)              | 4 (1985, 1993, 2004, 2021) | 3 (1984, 2001, 2016)       | 2 (2002, 2017)             |
| Olímpico             | 2 (1990, 1994)              | 3 (2001, 2017, 2023)       | 2 (2015, 2020)             | 1 (1992)                   |
| Dorense              | 2 (2015, 2022)              | 1 (1992)                   | 4 (2006, 2008, 2010, 2014) | 2 (1995, 2012)             |
| River Plate-SE       | 2 (1991[iii], 2009)         | 0                          | 0                          | 2 (2003, 2007)             |
| Sete de Junho        | 2 (2008, 2011)              | 0                          | 0                          | 2 (2015, 2018)             |
| Lagarto EC           | 2 (1981, 1986)              | 0                          | 0                          | 0                          |
| Coritiba-SE          | 2 (1998, 2013)              | 0                          | 0                          | 0                          |
| Socorrense           | 2 (2010, 2017)              | 0                          | 0                          | 0                          |
| Estanciano           | 1 (1997)                    | 4 (2010, 2012, 2018, 2022) | 2 (2002, 2003)             | 0                          |
| Amadense             | 1 (1989)                    | 2 (2005, 2013)             | 0                          | 0                          |
| Gararu               | 1 (1999)                    | 2 (1991, 1997)             | 0                          | 0                          |
| Riachuelo            | 1 (2002)                    | 1 (2009)                   | 1 (1992)                   | 0                          |
| Cotinguiba           | 1 (1993)                    | 0                          | 1 (1985)                   | 4 (1984, 1997, 2001, 2005) |
| América de Pedrinhas | 1 (2019)                    | 0                          | 1 (2024)                   | 1 (2023)                   |
| Santa Cruz           | 1 (1982)                    | 0                          | 0                          | 0                          |
| Vasco-SE             | 1 (1992)                    | 0                          | 0                          | 0                          |
| Itabaiana            | 1 (2000)                    | 0                          | 0                          | 0                          |
| Freipaulistano       | 1 (2016)                    | 0                          | 0                          | 0                          |
| Falcon               | 1 (2021)                    | 0                          | 0                          | 0                          |
| Carmópolis           | 1 (2023)                    | 0                          | 0                          | 0                          |
| Canindé              | 0                           | 1 (2008)                   | 3 (2007, 2013, 2023)       | 0                          |
| Lagartense           | 0                           | 1 (2002)                   | 2 (1995, 1997)             | 0                          |
| Atlético Gloriense   | 0                           | 1 (2020)                   | 1 (2019)                   | 1 (2008)                   |
| Lagarto              | 0                           | 1 (2011)                   | 1 (2009)                   | 0                          |
| Barra-SE             | 0                           | 1 (2024)                   | 1 (2021)                   | 0                          |
| São Domingos         | 0                           | 1 (2007)                   | 0                          | 1 (2006)                   |
| Boquinhense          | 0                           | 1 (2014)                   | 0                          | 1 (2010)                   |
| União Desportiva     | 0                           | 1 (1990)                   | 0                          | 0                          |
| São Cristóvão        | 0                           | 1 (2006)                   | 0                          | 0                          |
| Botafogo-SE          | 0                           | 1 (2016)                   | 0                          | 0                          |
| Rosário Central      | 0                           | 0                          | 1 (2022)                   | 2 (2020, 2024)             |
| Neópolis             | 0                           | 0                          | 1 (2011)                   | 0                          |
| Laranjeiras          | 0                           | 0                          | 0                          | 2 (2009, 2011)             |
| Independente-SE      | 0                           | 0                          | 0                          | 1 (2014)                   |
| Sport-SE             | 0                           | 0                          | 0                          | 1 (2019)                   |

- i. ^ Campeão estadual da segunda divisão como Olímpico Futebol Clube de Aracaju em 1985 e 1987.
- ii. ^ O Olímpico Futebol Clube de Aracaju, campeão estadual em 1985 e 1987, é o mesmo clube, Olímpico Pirambu Futebol Clube, que na década de 2000 se mudou para Pirambu e conquistou o título estadual de 2005.
- iii. ^  A Sociedade Esportiva São Cristóvão de Carmopólis, campeão estadual em 1991, é o mesmo clube, Sociedade Esportiva River Plate, que na década de 2000 mudou de nome e conquistou o título estadual de 2009.

### Por cidade
| Estado                   | Títulos | Vices | 3º lugar | 4º lugar |
| ------------------------ | ------- | ----- | -------- | -------- |
| Propriá                  | 5       | 7     | 5        | 4        |
| Estância                 | 4[A]    | 4     | 3[A]     | 0        |
| Aracaju                  | 4[C]    | 2[C]  | 1        | 5[C]     |
| Porto da Folha           | 3       | 3     | 1        | 2        |
| Tobias Barreto           | 3       | 2     | 0        | 2        |
| Maruim                   | 3       | 1     | 1        | 2        |
| Carmópolis               | 3       | 0     | 0        | 2        |
| Itabaiana                | 3       | 0     | 0        | 0        |
| Itabaianinha             | 2       | 3     | 2        | 1        |
| Lagarto                  | 2       | 2     | 3        | 0        |
| Nossa Senhora das Dores  | 2       | 1     | 4        | 2        |
| Cristinápolis            | 2       | 1     | 0        | 0        |
| Nossa Senhora do Socorro | 2       | 0     | 0        | 1        |
| Gararu                   | 1       | 2     | 0        | 0        |
| Barra dos Coqueiros      | 1       | 1     | 1        | 0        |
| Riachuelo                | 1       | 1     | 1        | 0        |
| Pedrinhas                | 1       | 0     | 1        | 1        |
| Frei Paulo               | 1       | 0     | 0        | 0        |
| Pirambu                  | 1[B]    | 0     | 0        | 0        |
| Canindé de São Francisco | 0       | 1     | 3        | 0        |
| Nossa Senhora da Glória  | 0       | 1     | 1        | 1        |
| Boquim                   | 0       | 1     | 0        | 1        |
| São Domingos             | 0       | 1     | 0        | 1        |
| São Cristóvão            | 0       | 1     | 0        | 0        |
| Rosário do Catete        | 0       | 0     | 1        | 2        |
| Neópolis                 | 0       | 0     | 1        | 0        |
| Laranjeiras              | 0       | 0     | 0        | 2        |
| Simão Dias               | 0       | 0     | 0        | 1        |

- nota A. [A]: O Boca Júnior foi terceiro colocado em 2012 e conquistou o título de 2014, tendo como sede a cidade de Estância.
- nota B. [B]: O Olímpico FC todos os resultados anteriores a 2004 tinha como sede a capital Aracaju,  em 2005 o Pirambu mudou de sede e foi campeão estadual.
- nota C. [C]: Está contabilizado dois títulos do Olímpico FC, dois vice-campeonatos e um quarto lugar em 2004, quando tinha sede em Aracaju.

## Estatísticas

### Público

#### Público por edição
| - 2011: 25 117 pagantes - 2012: 11 832 pagantes - 2013: Sem Dados - 2014: 4 468 pagantes - 2015: 9 046 pagantes - 2016: 4 370 pagantes |

#### Melhores médias de público por edição
| - 2011: Neópolis (7.650) - 2012: Estanciano (4.169) - 2013: Sem Dados - 2014: Dorense (279) - 2015: Dorense (481) |

#### Maiores públicos por edição
| Ano  | Público[PP] | Mandante     | Placar      | Visitante  | Estádio         | Data           | Rodada        |
| ---- | ----------- | ------------ | ----------- | ---------- | --------------- | -------------- | ------------- |
| 2011 | 1 251       | Neópolis     | 2–2         | Gloriense  | Passagem        | 10 de Setembro | 5ª Grupo B    |
| 2012 | 1 766       | Estanciano   | 1–1         | América    | Augusto Franco  | 1 de Dezembro  | Final         |
| 2014 | 419         | Independente | 0–0         | Dorense    | Estadual Aragão | 19 de outubro  | 1ª Rodada     |
| 2015 | 1 000       | Dorense      | 1(4) – 0(2) | Guarany-SE | Ariston Azevedo | 28 de novembro | Final (Volta) |

## Maiores goleadas
Estas são as dez maiores goleadas da história da Série A2:
| Nº | Mandante             | Placar | Visitante       | Estádio          | Data            | Ano  |
| -- | -------------------- | ------ | --------------- | ---------------- | --------------- | ---- |
| 1  | Neópolis             | 12 – 0 | Canindé         | Vila Passagem    | 16 de setembro  | 2012 |
| 2  | Aracaju              | 1 – 9  | Sete de Junho   | Jairton Menezes  | 12 de outubro   | 2017 |
| 3  | Boquinhense          | 8 – 1  | Maruinense      | Trindadão        | 30 de novvembro | 2014 |
| 4  | Estanciano           | 7 – 0  | Boquinhense     | Vila Operária    | 24 de maio      | 1997 |
| 4  | Lagartense           | 7 – 0  | Olímpico*       | Barretão         | 24 de fevereiro | 2002 |
| 4  | Pirambu              | 7 – 0  | Canindé         | André Moura      | 17 de setembro  | 2005 |
| 4  | Maruinense           | 7 – 0  | Aracaju         | Fernando França  | 8 de novembro   | 2020 |
| 5  | Boca Júnior**        | 7 – 1  | Coritiba-SE     | Geraldo Oliveira | 6 de setembro   | 2007 |
| 5  | Lagarto              | 7 – 1  | Amadense        | Barretão         | 23 de outubro   | 2011 |
| 5  | Estanciano           | 7 – 1  | Aracaju         | Augusto Franco   | 16 de setembro  | 2012 |
| 5  | Lagartense           | 7 – 1  | Independente-SE | Robertão         | 2 de setembro   | 2018 |
| 5  | Sete de Junho        | 7 – 1  | Independente-SE | Brejeirão        | 8 de setembro   | 2018 |
| 5  | América de Pedrinhas | 7 – 1  | Sport-SE        | Robertão         | 28 de agosto    | 2019 |
| 5  | Sete de Junho        | 7 – 1  | Independente-SE | Robertão         | 10 de outubro   | 2021 |
| 6  | Atlético Gloriense   | 7 – 2  | Canindé         | Editon Oliveira  | 10 de agosto    | 2008 |
| 7  | Laranjeiras          | 7 – 3  | Canindé         | Aníbal Franco    | 16 de outubro   | 2011 |
| 8  | Atlético Gloriense   | 6 – 0  | Propriá         | Editon Oliveira  | 14 de setembro  | 2008 |

- O Olímpico Futebol Clube de Aracaju mudou de cidade em 2005, passando a se chamar Pirambu.
- O Boca Júnior antes de manter sede na cidade de Estância era sediado na cidade de Cristinápolis.

## Desempenho por Clube (2001—Atualmente)
|  |                    |
|  | Campeão            |
|  | Vice-campeão       |
|  | Acesso             |
|  | ( ― ) Não disputou |

|                    | 01 | 02 | 03 | 04 | 05  | 06 | 07  | 08 | 09  | 10  |
| ------------------ | -- | -- | -- | -- | --- | -- | --- | -- | --- | --- |
| Amadense           | ―  | ―  | ―  | ―  | 2º  | ―  | ―   | ―  | ―   | ―   |
| América de Propriá | 3º | 5º | 6º | 2º | ―   | 1º | ―   | ―  | ―   | ―   |
| Atlético Gloriense | ―  | ―  | ―  | ―  | ―   | ―  | ―   | 4º | 5º  | 5º  |
| Boca Júnior        | ―  | ―  | ―  | 1º | ―   | ―  | 1º  | ―  | 9º  | 6º  |
| Boquinhense        | ―  | ―  | ―  | ―  | ―   | ―  | ―   | ―  | 7º  | 4º  |
| Canindé            | ―  | ―  | ―  | 8º | 9º  | ―  | 3º  | 2º | ―   | 8º  |
| Coritiba-SE        | ―  | ―  | ―  | ―  | 10º | ―  | 10º | ―  | ―   | ―   |
| Cotinguiba         | 4º | ―  | ―  | ―  | 4º  | ―  | 5º  | 8º | ―   | ―   |
| Dorense            | ―  | ―  | ―  | ―  | 7º  | 3º | 7º  | 3º | ―   | 3º  |
| Estanciano         | 8º | 3º | 3º | 7º | 8º  | ―  | 8º  | ―  | 11º | 2º  |
| Força Jovem        | ―  | ―  | ―  | ―  | ―   | ―  | ―   | 5º | 8º  | 10º |
| Guarany-SE         | 1º | ―  | ―  | ―  | ―   | ―  | ―   | ―  | ―   | ―   |
| Lagartense         | ―  | 2º | ―  | ―  | ―   | ―  | ―   | 6º | ―   | ―   |
|                    | 01 | 02 | 03 | 04 | 05  | 06 | 07  | 08 | 09  | 10  |
| Lagarto            | ―  | ―  | ―  | ―  | ―   | ―  | ―   | ―  | 3º  | 9º  |
| Laranjeiras        | ―  | ―  | ―  | ―  | ―   | ―  | ―   | 7º | 4º  | 7º  |
| Macambira          | ―  | ―  | ―  | ―  | ―   | ―  | ―   | ―  | 6º  | ―   |
| Maruinense         | ―  | 4º | 1º | ―  | ―   | 6º | 9º  | ―  | 12º | ―   |
| Neópolis           | ―  | ―  | ―  | 5º | 6º  | 7º | ―   | ―  | ―   | ―   |
| Olímpico           | 2º | ―  | ―  | ―  | ―   | ―  | ―   | ―  | ―   | ―   |
| Pirambu            | 5º | 6º | 5º | 4º | 1º  | ―  | ―   | ―  | ―   | ―   |
| Propriá            | 7º | ―  | 2º | 3º | 3º  | ―  | ―   | 9º | 10º | ―   |
| Riachão            | ―  | ―  | ―  | ―  | ―   | 8º | ―   | ―  | ―   | ―   |
| Riachuelo          | 6º | 1º | ―  | ―  | ―   | ―  | ―   | ―  | 2º  | ―   |
| River Plate-SE     | ―  | ―  | 4º | 6º | 5º  | 5º | 4º  | ―  | 1º  | ―   |
| São Cristóvão      | ―  | ―  | ―  | ―  | ―   | 2º | ―   | ―  | ―   | ―   |
| São Domingos       | ―  | ―  | ―  | ―  | ―   | 4º | 2º  | ―  | ―   | ―   |
| Sete de Junho      | ―  | ―  | ―  | ―  | ―   | ―  | ―   | 1º | ―   | ―   |
| Socorrense         | ―  | ―  | ―  | ―  | ―   | ―  | ―   | ―  | ―   | 1º  |

## Participações por Clube (2001—Atualmente)
Ano em que foi Campeão
| Clube              | Part. | Temporadas                                       |
| ------------------ | ----- | ------------------------------------------------ |
| Estanciano         | 8     | (2001, 2002, 2003, 2004, 2005, 2007, 2009, 2010) |
| Propriá            | 8     | (2001, 2003, 2004, 2005, 2007, 2008, 2009, 2011) |
| Maruinense         | 6     | (2002, 2003, 2006, 2007, 2009, 2011)             |
| River Plate-SE     | 6     | (2003, 2004, 2005, 2006, 2007, 2009)             |
| Canindé            | 6     | (2004, 2005, 2007, 2008, 2010, 2011)             |
| América de Propriá | 5     | (2001, 2002, 2003, 2004, 2006)                   |
| Pirambu            | 5     | (2001, 2002, 2003, 2004, 2005)                   |
| Dorense            | 5     | (2005, 2006, 2007, 2008, 2010)                   |
| Boca Júnior        | 5     | (2004, 2007, 2009, 2010, 2011)                   |
| Cotinguiba         | 4     | (2001, 2005, 2007, 2008)                         |
| Riachuelo          | 4     | (2001, 2002, 2009, 2011)                         |
| Neópolis           | 4     | (2004, 2005, 2006, 2011)                         |
| Atlético Gloriense | 4     | (2008, 2009, 2010, 2011)                         |
| Força Jovem        | 4     | (2008, 2009, 2010, 2011)                         |
| Laranjeiras        | 4     | (2008, 2009, 2010, 2011)                         |
| Boquinhense        | 3     | (2009, 2010, 2011)                               |
| Lagarto            | 3     | (2009, 2010, 2011)                               |
| Lagartense         | 2     | (2002, 2008)                                     |
| Amadense           | 2     | (2005, 2011)                                     |
| Coritiba-SE        | 2     | (2005, 2007)                                     |
| São Domingos       | 2     | (2006, 2007)                                     |
| Sete de Junho      | 2     | (2008, 2011)                                     |
| Guarany-SE         | 1     | (2001)                                           |
| Olímpico           | 1     | (2001)                                           |
| Riachão            | 1     | (2006)                                           |
| São Cristóvão      | 1     | (2006)                                           |
| Macambira          | 1     | (2009)                                           |
| Socorrense         | 1     | (2010)                                           |

## Ranking de pontos histórico
De 2001 até 2010 (levantamento antes dos anos 2000 esta sendo feito[A2 de 1964-1999]), foram realizadas 7 edições da Série A2. Nesse período, os 28 clubes pontuadores na competição, foram os seguintes:
 * Atualizado em 28 de agosto de 2021. 

### Classificação de 2001 a 2010
| Pos. | Clube               | Part | Tít | Pts | J  | V  | E  | D  | GP | GC  | Dif.    |
| ---- | ------------------- | ---- | --- | --- | -- | -- | -- | -- | -- | --- | ------- |
| 1    | River Plate-SE[RPL] | 6    | 1   | 73  | 48 | 19 | 16 | 13 | 53 | 43  | Estável |
| 2    | Estanciano          | 8    | –   | 65  | 67 | 15 | 20 | 32 | 62 | 103 | Estável |
| 3    | Dorense             | 5    | –   | 63  | 46 | 17 | 12 | 17 | 52 | 45  | Estável |
| 4    | Riachuelo           | 3    | 1   | 60  | 30 | 18 | 6  | 6  | 61 | 25  | Estável |
| 5    | América de Propriá  | 5    | 1   | 59  | 40 | 16 | 11 | 13 | 45 | 44  | Estável |
| 6    | Pirambu[PIR]        | 5    | 1   | 57  | 40 | 15 | 12 | 13 | 57 | 58  | Estável |
| 7    | Propriá             | 7    | –   | 57  | 54 | 13 | 18 | 23 | 61 | 89  | Estável |
| 8    | Boca Júnior[BOC]    | 4    | 2   | 55  | 39 | 16 | 7  | 16 | 56 | 49  | Estável |
| 9    | Canindé             | 5    | –   | 50  | 41 | 14 | 8  | 19 | 53 | 75  | Estável |
| 10   | Atlético Gloriense  | 3    | –   | 46  | 26 | 13 | 7  | 6  | 55 | 38  | Estável |
| 11   | Cotinguiba          | 4    | –   | 41  | 33 | 11 | 8  | 14 | 39 | 44  | Estável |
| 12   | Boquinhense         | 2    | –   | 35  | 24 | 10 | 5  | 9  | 29 | 30  | Estável |
| 13   | Laranjeiras         | 3    | –   | 35  | 28 | 9  | 8  | 11 | 31 | 36  | Estável |
| 14   | São Domingos        | 2    | –   | 34  | 17 | 10 | 4  | 3  | 31 | 15  | Estável |
| 15   | Lagartense          | 2    | –   | 31  | 18 | 9  | 4  | 5  | 31 | 17  | Estável |
| 16   | Maruinense          | 5    | 1   | 31  | 40 | 7  | 10 | 23 | 27 | 58  | Estável |
| 17   | Lagarto             | 2    | –   | 29  | 20 | 8  | 5  | 7  | 29 | 30  | Estável |
| 18   | Sete de Junho       | 1    | 1   | 28  | 12 | 8  | 4  | 0  | 23 | 6   | Estável |
| 19   | Socorrense          | 1    | 1   | 27  | 14 | 8  | 3  | 3  | 24 | 13  | Estável |
| 20   | Amadense            | 1    | –   | 24  | 12 | 7  | 3  | 2  | 26 | 11  | Estável |
| 21   | Força Jovem         | 3    | –   | 22  | 23 | 6  | 4  | 13 | 35 | 49  | Estável |
| 22   | Neópolis[NEO]       | 3    | –   | 21  | 20 | 7  | 6  | 7  | 25 | 24  | Estável |
| 23   | Guarany-SE          | 1    | 1   | 18  | 8  | 5  | 3  | 0  | 20 | 8   | Estável |
| 24   | Olímpico            | 1    | –   | 17  | 8  | 5  | 2  | 1  | 13 | 4   | Estável |
| 25   | Macambira           | 1    | –   | 17  | 10 | 4  | 5  | 1  | 21 | 14  | Estável |
| 26   | São Cristóvão       | 1    | –   | 13  | 8  | 4  | 1  | 3  | 12 | 10  | Estável |
| 27   | Coritiba-SE         | 2    | –   | 8   | 16 | 2  | 2  | 12 | 10 | 36  | Estável |
| 28   | Riachão             | 1    | –   | 5   | 6  | 1  | 2  | 3  | 4  | 10  | Estável |

Observações
- Esta classificação não representa o Ranking oficial da FSF, apenas o desempenho dos clubes em cada participação, assim como na Série A1, a Segundona necessita de dados estatísticos que só a federação possuí. Esta contagem começou pela Série A2 de 1997, está sendo considerado apenas os campeonato que possuí dados de todo o certame. Houve Campeonatos anteriores ao de 1997 que não foram computados neste ranking por falta de dados, a primeira edição que se tem notícia ocorreu em 1963 com o Propriá sagrando-se campeão, portanto alguns clubes possuem participações a mais.

- [A2 de 1964-1999]: Não se tem registros concretos das partidas dos certames entre os períodos de 1964 e 1999; Está sendo feito um levantamento junto a jornais, clubes e Federação. Por fim, para este período citado, necessita-se de dados que só a Federação Sergipana de Futebol tem.
- [BOC]: O Boca ao longo dos anos mudou de sede, Cristinápolis, Estância e Carmópolis, respectivamente.
- [NEO]: O Neópolis na edição de 2005, perdeu 6 pontos por escalação de jogadores irregulares.
- [PIR]: O Pirambu até 2005 chamava-se Olímpico F.C..
- [RPL]: O River Plate até 2006 chamava-se S.E. São Cristóvão.